# Společnost přátel Bayreuthu
Společnost přátel Bayreuthu (Gesellschaft der Freunde von Bayreuth e.V.) je mecenášská společnost založená dne 22. září 1949 z popudu vnuků německého skladatele Richarda Wagnera, totiž Wielanda a Wolfganga Wagnerových, aby bylo s její finanční pomocí možné obnovit resp. znovu založit Hudební slavnosti v Bayreuthu, jež se konaly naposledy roku 1944. První hudební slavnosti po II. světové válce se mohly konat v létě 1951.
Společnost je obecně prospěšná společnost se sídlem v Bayreuthu; má cca 5100 členů, vedle toho asi 300 tzv. "mladých členů". Podle stanov je cílem společnosti:
a) podpora umění a kultury,
b) nezištná podpora osob.
Podle stanov má být těchto cílů dosahováno zejména výplatou příspěvků obchodní společnosti Bayreuther Festspiele GmbH, výkonem práv a povinností Společnosti přátel Bayreuthu jakožto společníka obchodní společnosti Bayreuther Festspiele GmbH, výplatou příspěvků Stipendijní nadaci Richarda Wagner (umožňující mj. nemajetným navštívit Bayreuthské hudební slavnosti) a podporou uměleckého dorostu.
Společnost přátel Bayreuthu za dobu existence přispěla na hudební slavnosti částkou odpovídající asi 65 milionům eur. Většina byla v posledních desetiletích věnována na restauraci, renovaci a rozšíření Festivalového divadla včetně veškerých pomocných staveb (od roku 1990 převzala společnost financování veškerých technických a stavebních investic festivalu). Vedle toho společnost poskytuje vedení festivalu pravidelně příspěvky na nové inscenace Wagnerových oper.
Kromě těchto cílených příspěvků se Společnost přátel Bayreuthu podílí na financování provozních nákladů Hudebních slavností v Bayreuthu. Do roku 1973 byla zastoupena v kuratoriu shromažďujícím veřejné i soukromé prostředky na provoz slavností, podílela se na nich jednou devítinou. Od vzniku Nadace Richarda Wagnera Bayreuth roku 1973 je společnost jejím členem se dvěma z 24 hlasů v její radě.
Pro vlastní provozování hudebních slavností byla roku 1986 založena obchodní společnost Bayreuther Festspiele GmbH, jejímž jediným společníkem byl zprvu dlouholetý vedoucí hudebních slavnosti Wolfgang Wagner, od 1. září 2008 je ale Společnost přátel Bayreuthu jedním z jejich čtyř společníků: Spolková republika Německo, Svobodný stát Bavorsko, město Bayreuth a Společnost přátel Bayreuthu mají každý 25 % podíl a po dvou hlasech v osmičlenném představenstvu.
Prostředky získává nadace především z příspěvků svých členů. Členem se může stát kdokoli, představenstvo však musí jeho členství schválit. Vstupní poplatek činí v současnosti (2011) 260 eur, roční poplatek 205 eur, pro "mladé přátele" (do 35 let) 100 eur ročně. Vedle toho se očekávají příležitostné příspěvky. Jiným zdrojem příjmů je též prodej vstupenek ze zvláštního kontingentu, který je společnosti přidělován. Roční příjem společnosti v současnosti činí více než 3 miliony eur. Od roku 2001 existuje i "Nadace přátel Bayreuthu" shromažďující nadační kapitál, od roku 2009 též obchodní společnost Servicegesellschaft der Freunde von Bayreuth GmbH, obstarávající především sponzoring. 
Odznakem členství je malý zlatý kruh (prsten, "Ring") nošený v klopě nebo na hrudi, žertovně přezdívaný "Goldener Schließmuskel" (zlatý svěrač).
Do roku 1973 byla Společnost přátel Bayreuthu zastoupena v kuratoriu shromažďujícím veřejné i soukromé prostředky na provoz Hudebních slavností v Bayreuthu, podílela se na nich jednou devítinou. Od vzniku Nadace Richarda Wagnera Bayreuth roku 1973 je společnost jejím členem se dvěma z 24 hlasů v její radě.
Pro vlastní provozování hudebních slavností byla roku 1986 založena obchodní společnost Bayreuther Festspiele GmbH, jejímž jediným společníkem byl zprvu dlouholetý vedoucí hudebních slavnosti Wolfgang Wagner, od 1. září 2008 je ale Společnost přátel Bayreuthu jedním z jejich čtyř společníků: Spolková republika Německo, Svobodný stát Bavorsko, město Bayreuth a Společnost přátel Bayreuthu mají každý 25 % podíl a po dvou hlasech v osmičlenném představenstvu.
Orgány Společnosti přátel Bayreuthu jsou:
a) valná hromada členů,
b) nejméně desetičlenné kuratorium volené valnou hromadou na pět let,
c) tří až pětičlenné představenstvo volené kuratoriem.
Představenstvo zvolené v květnu 2009 se v důsledku vnitřních konfliktů (souvisejících mj. s financováním dalších staveb) rozpadlo a muselo být v červnu a červenci 2010 obnoveno.
 Stávajícím předsedou představenstva je bývalý politik CSU Georg svobodný pán von Waldenfels.
V důsledku rozkolu vznikl v červenci 2010 nový, značně menší mecenášský spolek „Team der aktiven Festspielförderer“ (TAff), jehož předsedou je Peter Meisel a mezi prominentní zakládající členy patří významný wagnerovský dirigent Christian Thielemann.